# Gérard Duménil
Gérard Duménil (Rouen, Normandía, 12 de octubre de 1942) es un economista francés.

## Estudios
Se graduó en negocios en la "École des hautes études commerciales" (HEC). Su tesis de doctorado en Economía en la École Pratique des Hautes Études, Le Concept de loi économique dans "Le Capital" (1971) fue dirigida por Charles Bettelheim y publicada en 1978 con prólogo de Louis Althusser.

## Obra
Durante la década de 1980, Duménil, junto con Duncan Foley, expuso por qué los ataques de los ricardianos a la teoría del valor de Marx y de la transformación de los valores en precios partían de supuestos erróneos. Con Jacques Bidet publicó en 1981 Altermarxismo: Otro marxismo para otro mundo. Conjuntamente con el economista, físico y matemático Dominique Lévy, ha criticado duramente al neoliberalismo y en general a la teoría económica dominante, basándose en el marxismo y en el keynesianismo. Han centrado su análisis en la evolución y situación del capitalismo contemporáneo, tratando temas claves como el ciclo económico, la tasa de ganancia, las clases sociales, el sistema financiero y los resultados del neoliberalismo.[cita requerida]
En coautoría con Dominique Lévy ha publicado varios artículos y libros, entre los que destacan La aceleración y desaceleración del progreso técnico en los Estados Unidos después de la guerra civil. La transición entre dos paradigmas; Ser keynesiano en el corto plazo y clásico en el largo plazo (1999); Los tres campos de la teoría de las relaciones financieras de Marx. El capital financiero en Hilferding y Lenin; Crisis y salida de la crisis: orden y desorden neoliberales, galardonado con el premio ensayo económico que otorga la Cámara Nacional de la Industria Editorial Mexicana (Caniem) y La crisis del neoliberalismo (2011), libro en el que analiza la crisis internacional desatada desde 2008, desde una visión histórica.

## Actividades
Director de investigación del Centre National de la Recherche Scientifique CNRS de Francia, es miembro del comité de redacción de Actuel Marx, copresidente con Jacques Bidet del "Congrès Marx International" y activo militante de ATTAC.